# إسماعيل العمايرة
إسماعيل العمايرة أستاذ اللغة واللسانيات العربية، باحث ومفكر أردني، أحد أبرز علماء اللغة العربية في العصر الحديث (1948 - 2017) كان عضوًا في مجمع اللغة العربية الأردني.
له مساهمات علمية عديدة في حقول التأليف العلمي ضمن تخصص اللسانيات العربية وفقه اللغة والدراسات النحوية والمقارنة والترجمة إلى الألمانية.
توفي في عمّان عام 2017 إثر مرضٍ عضال.

## نشأته
ولد إسماعيل أحمد العمايرة في قرية خلدا قضاء الرملة في فلسطين سنة 1948 وهو أردني الجنسية. نشأ في أسرة بسيطة لأبوين أمّيين، لكن أباه كان حريصا أشد الحرص على تعليم أولاده، فكوّن أسرة من العلماء والباحثين، كلهم يحملون درجة الدكتوراه. عرف عنه الخلق الرفيع والتقوى والصبر والتواضع، وكان منكبا على العلم والدراسة على الرغم من أنه نشأ في ظل ظروف الهجرة الفلسطينية وما رافقها من لجوء وضيق سياسي واجتماعي واقتصادي، وكان لدراسته في مرحلة الدكتوراه في ألمانيا أثرقوي في رصانته العلمية واطّلاعه على التفكير المنهجي عند الغرب، وقد أفاد من هذا إفادة كبيرة في دراساته المقارنة والمنهجية، كما مكّنته لغته الألمانية التي اكتسبها من الاطلاع الواسع على المصنفات اللغوية بالألمانية إضافة إلى ترجمات عن الألمانية. وامتدت علاقته الوطيدة بكتبه  باحثا منتجا إلى وقت وجيز قبل وفاته، إذ أصيب بالمرض ووافته المنية بعد رحلة إنجاز حافلة بالكتب والمؤلفات التي أغنت الدرس اللغوي العربي الحديث.

## تعليمه
حصل الدكتور إسماعيل العمايرة على درجة البكالوريوس من الجامعة الأردنية في اللغة العربية وآدابها سنة 1971، ثم حصل على الماجستير في اللغة والنحو والصرف من جامعة عين شمس/ القاهرة عام1978م. أما الدكتوراة فكانت في اللسانيات العربية من جامعة Erlangen  في ألمانيا عام 1983م. أتقن الدكتور عمايرة التعامل مع بعض اللغات السامية القديمة مثل العربية القديمة والسريانية والأكادية وغيرها، وله مؤلفات عديدة فيها.

## عمله
عمل الدكتور إسماعيل العمايرة مساعد تحرير في مجلة دراسات في الجامعة الأردنية 1977 وعمل في جامعة الإمام محمد بن سعود سنة 1983  في المملكة العربية السعودية، بعد ذلك انتقل إلى العمل في الجامعة الأردنية سنة 1990وقد حصل على رتبة الأستاذية في السنة ذاتها، وقد درَّس العديد من المواد والمساقات في اللسانيات العربية، والنحو والصرف العربي  والمعاجم العربية وفقه اللغة وغيرها. كما أنه ناقش وأشرف على الكثير من الطلبة في رسائل الماجستير والدكتوراه من مختلف أقطار الوطن العربي وبقي يعمل في الجامعة الأردنية حتى عام 2016.
عمل الدكتور إسماعيل العمايرة في العديد من الجامعات العربية منها: جامعة الزيتونة الأردنية عام1997وقد شغل منصب عميد كلية الآداب، وفي جامعة الزرقاء الأهلية عام2004، وفي جامعة العلوم الإسلامية العالمية عام2010 وكان أستاذا زائرا في جامعة Erlangen  لعدة سنوات وجامعة ليون Lyon2  .
في سنة 1999 عُين الدكتور إسماعيل العمايرة عضوا في مجمع اللغة العربية الأردني بإرادة ملكية، وقد ألف - بعد أن صار عضوا في المجمع الأردني- معجم ألفاظ الحياة العامة الأردني مع مجموعة من الباحثين والأساتذة. وقد كان عضوا أساسيا في اللجنة العلمية المؤسسة لمعجم الدوحة التاريخي. وعضوا أساسيا في مجمع اللغة العربية على الشبكة العالمية.

## مؤلفاته
للدكتور إسماعيل العمايرة العديد من المؤلفات منها:
- تحقيق التراث
  - المسائل المشكلة المعروفة بالبغداديّات (في النحو واللغة)، لأبي عليّ الفارسيّ، دراسة وتحقيق، رسالة ماجستير، جامعة عين شمس، القاهرة، 1978م.
  - المسائل العَسْكريات (في النحو واللغة) لأبي عليّ الفارسيّ، دراسة وتحقيق، منشورات الجامعة الأردنيّة 1981م.عدد الصفحات 186،(كتاب محكم)

- التأليف المعجمي
  - معجم الأدوات والضمائر في القرآن الكريم، مؤسسة الرسالة، (بالاشتراك مع الدكتور عبد الحميد السيد  بيروت 1418هـ 1998م (الطبعة الرابعة) عدد الصفحات 813.
  - معجم المصطلحات اللغوية (ألماني –عربي/ عربي –ألماني) دار الجوهرة  عمان 2003م (الطبعة الثانية). عدد الصفحات117.
  - معجم ألفاظ الحياة العامة: رئيس لجنة الجامعة الأردنية ومقرر لجنة تحرير هذا المعجم، الصادر عن مجمع اللغة العربية الأردني، منشورات مكتبة لبنان  2006. عدد الصفحات 1615.
  - نحو معجم موحد لألفاظ الحياة العامة، دار وائل للنشر، عمان 2001م

- الترجمة من الألمانيّة إلى العربيّة
  - الأفعال الشائعة في العربية المعاصرة، مترجم عن بحثين: أحدهما بالألمانية، والآخر بالإنجليزية، أعدهما المستشرق الألماني هارتموت بوبتسين، ترجمة إسماعيل عمايرة، منشورات جامعة الإمام محمد بن سعود الإسلامية، الرياض 1985 (ترجمة محكمة). عدد الصفحات202.

- الترجمة من العربيّة إلى الألمانيّة
  - المئة المنتقاة من حديث رسول الله (اختيار، وتخريج، وترجمة)، منشورات جامعة الزرقاء الأهلية، الزرقاء، الأردن،2004م.(الطبعة الثانية). عدد الصفحات نحو 150صفحة.

- كتب في موضوعات لغوية وتعليمية متنوعة:
  - تعليم العربية في مرحلة التعليم العام 
  - مهارات اللغة العربية – امتحان تشخيصي، في النحو والصرف والمعجم والعروض والإملاء والمعنى، الطبعة الثالثة بالاشتراك مع د. حنان إسماعيل عمايرة، ود. محمد إسماعيل عمايرة، دار وائل للنشر عمان، 2000م. عدد الصفحات 295.
  - دليل اختبار القراءة التشخيصي، إعداد: خليل عليان، أد. إسماعيل عمايرة، أد. سامي خصاونة، د. جهاد حمدان،  منشورات الجامعة الأردنية، عمادة البحث العلمي، الأردن1999م. عدد الصفحات 388 (كتاب محكّم)
  - المسشرقون والمناهج اللغوية. دار وائل للنشر، عمان،2002م، (الطبعة الثالثة) عدد الصفحات 205
  - المستشرقون ونظرياتهم في نشأة الدراسات اللغوية العربية، دار وائل للنشر، عمان 2002م (الطبعة الثالثة) عدد الصفحات 112.(كتاب محكّم).
  - جهود اللغوين  العرب بين النظريّة والتطبيق (بالألمانيّة)

"Das Verhltnis zwischen der Thiorie der Arabischen Nationalgrammatik und dem Textbefund".
- - بحوث في الاستشراق واللغة، دار وائل للنشر، عمان  2003م (الطبعة الثانية) عدد الصفحات 543
  - تطبيقات في المناهج اللغوية، دار وائل للنشر عمان 2000، عدد الصفحات 321.
  - نحو آفاق أفضل للعربيّة- بحوث ومشروعات – دار وائل للنشر، عمان 2005م، عدد الصفحات 181.
  - دراسات لغوية مقارنة،  دار وائل للنشر، عمان،2003م. عدد الصفحات443.
  - ظاهرة التأنيث بين العربيّة واللغات الساميّة  ط.2، دار حنين للنشر، عمان،1993
  - خصائص العربيّة في الأسماء والأفعال ط.2، دار حنين للنشر، عمان،1992
  - معالم دارسة في الصرف- الأقيسة الفعليّة المهجورة ط.2، دار حنين للنشر، عمان1992
  - العدد – دراسة لغوية مقارنة ط1. جامعة الإمام محمد بن سعود الإسلامية 1988
  - نوافذ على المنهجية والتأليف المعجمي ط1 دار وائل 2015

- مقالات:
  - أقسام الأخبار لأبي عليّ الفارسيّ: نظرة في تحديد مادته وتحقيق نسبته، مجلّة دراسات- العلوم الإنسانية، الجامعة الأردنية، عمان – الأردن،  المجلد6العدد1 سنة 1979.
  - نظرة مقارنة إلى المدرسة النحويّة العربيّة من خلال باب الشرط، مجلّة دراسات- العلوم الإنسانية، الجامعة الأردنية، عمان – الأردن، المجلد 11 العدد 4 سنة 1984.
  - نظرة مقارنة على بعض أدوات المعاني في ضوء اللغات الساميّة، مجلّة دراسات- العلوم الإنسانية، الجامعة الأردنية، عمان – الأردن، المجلد20أ، العدد4، سنة 1993.
  - ظاهرة (بجدكفت) بين العربيّة واللغات الساميّة، دراسة مقارنة، مجلّة مجمع اللغة العربيّة الأردني، عمان، الأردن، المجلد 31 سنة 1986.
  - ظاهرة تكرار المعاني في المعجم العربيّ، مجلّة مجمع اللغة العربيّة الأردني، الأردن، المجلد 45، سنة 1993
  - الجُمل المصدّرة بـ (أنْ) و (أنَّ) للمستشرق (فيشر)، مترجم عن الألمانيّة، مجلّة مجمع اللغة العربيّة الأردني،  عمان، الأردن، المجلد 27 سنة 1985.
  - مقطع المضارعة بين العربيّة واللغات الساميّة، مجلّة أبحاث اليرموك، جامعة اليرموك، إربد، الأردن، المجلد 12، العدد2، سنة 1994.
  - التطور التاريخيّ لأبنية المصادر في العربيّة، مجلّة أبحاث اليرموك، جامعة اليرموك، إربد، الأردن، المجلد 13، العدد 1، سنة 1996م.
  - الفصحى في الدرس اللغويّ وكتب تعليم العربيّة عند المستشرقين الألمان، مجلّة مؤتة للبحوث والدراسات، جامعة مؤتة، الكرك –الأردن، المجلد10، العدد4، سنة 1995.
  - في التطوّر الصوتي للعربيّة. مَثلٌ من ظاهرة القلقلة، حوليّات الجامعة التونسيّة، كلية الآداب والعلوم الإنسانيّة، الجامعة التونسيّة، تونس، العدد 35، سنة 1994. 
  - تعدّد الأوجه الإعرابيّة – دراسة تحليليّة تاريخيّة، مجلّة الدراسات الإسلامية والعربيّة، International Journal of Islamic and Arabic Studies, Bloomington, Indiana, U.S.A، المجلد 1، العدد 11، سنة 1994.
  - التفكير اللغويّ التراثي بين التأصيل والتعليم، مجلّة الدراسات الإسلامية والعربيّة، International Journal of Islamic and Arabic Studies, Bloomington, Indiana, U.S.A، المجلد 1، العدد 10، سنة 1994.
  - المستشرقون وتاريخ صلتهم بالعربيّة، مجلّة الدراسات الإسلامية والعربيّة، International Journal of Islamic and Arabic Studies, Bloomington, Indiana, U.S.A، المجلد 8، العدد 2، سنة 1991.
  - نمو الجذور اللغوية – في سبيل معجم تاريخي للعربية مجلة دراسات، العلوم الإنسانية والاجتماعية، المجلد (26) العدد (2), الجامعة الأردنية 1999م. (ص 518-544).
  - تأصيل الجذور اللغوية في المعجم العربي: في سبيل معجم تاريخي للعربية، مجلة الدراسات الإسلامية والعربية.International Journal of Islamic and Arabic studies, Bloomington, Indiana U.S.A
  - مناهج التأصيل في التراث اللغوي: مثل من كتاب المصنف (شرح التصريف) لابن الجني، مجلة مجمع اللغة العربية الأردني، العدد (55) ذو القعدة 1418, ربيع الآخرة 1419 هجري، تموز - كانون الأول 1998 (ص 51-106)
  - المشتقات: نظرة مقارنة، مجلة مجمع اللغة العربية الأردني، العدد (56) شوال  1418 , ربيع الآخرة 1419 ه، حزيران 1999 (ص 51-66)
  - التفكير اللغوي بين النظام المقطعي والشكل الكتابي", مجلة  دراسات العلوم الاجتماعية والإنسانية، المجلد 23 , عدد 2 سنة 1996م
  - جوانب من التفسير النفسي والاجتماعي للغة. مجلة البلقاء للبحوث والدراسات، جامعة عمان الأهلية، المجلد الرابع، العدد الأول، حزيران 1996 م محرم 1417 (ص105-128).
  - علم اللسان ومشكلات النطق، مجلة الدراسات الإسلامية والعربية - International Journal of Islamic and Arabic studies, Bloomington ,Indiana ,U.S.A.
  - في سبيل معجم تاريخي للعربية – تأثيل الجذور اللغوية للمعجم العربي. 2003 – 2004 م، مجلة أبحاث اليرموك العدد الثاني سنة 2005.
  - حوسبة الدرس اللغويّ – مثل من حوسبة أسماء أصحاب المهن. مجمع اللغة العربيّة الأردني، عمان 16-19/9/2002م.
  - في سبيل معجم تاريخي – محاولة في التأصيل، نشرت في مجلة مجمع اللغة العربية بدمشق، الجزء الثالث المجلد 78، 1424 تموز 2003
  - تجربة المستشرقين الألمان في ترجمة المصطلح اللغوي العربي، المجلة الأردنية للغة العربية وآدابها جامعة مؤتة، المجلد 4 العدد3، جمادى الآخرة 1429 هـ، تموز19/3/2008.
  - من لسانيات الترجمة: النص المترجم بين الأصل وظله، مجلة التعريب العدد 36 حزيران 2009، نشر ضمن بحوث مؤتمر النقد الثاني عشر، جامعة اليرموك، المجلد الأول 2008.
  - رد الرباعي المبدوء بالباء إلى أصول ثلاثية، منشور في مجلة حوليات الآداب، جامعة عين شمس- القاهرة، المجلد 39 سنة 2011 (بالاشتراك مع د. صلاح سعيد)
  - العلاقة الصوتية بين آخر الكلمة وأول مجاورتها، منشور في مجلة كلية الآداب والعلوم الإنسانية، جامعة دمشق.
  - رد الرباعي المبدوء بالعين  إلى أصول ثلاثية بالاشتراك مع د. صلاح سعيد، منشور في مجلة العلوم الإنسانية- جامعة البحرين
  - المعيارية: المنهج الذي حافظ على وحدة العربية
  - حواش على الضمائر (دراسة لغوية مقارنة) بالاشتراك مع الدكتورة حنان إسماعيل العمايرة، منشور في مجلة الجامعة الإسلامية للبحوث الإنسانية-غزة بتاريخ 30/9/2012
  - في أصول اللغة: الثابت والمتغيّر، المجلّة الثقافية، الجامعة الأردنية، عمان – الأردن، العدد 38، سنة 1996.
  - الاشتقاق في اللغة، منشور في مجموعة «بحوث في الاستشراق واللغة» دار وائل للنشر، عمان 2003(ط.2).
  - مصطلحات أساسية في التفكير النحوي، منشور في مجموعة «بحوث في الاستشراق واللغة» دار وائل للنشر، عمان 2003(الطبعة الثانية).
  - مع المستشرقين: قراءة في النص، ورقة نشرت في مجموعة «بحوث في الاستشراق واللغة» دار وائل للنشر، عمان 2003(الطبعة الثانية).
  - المراحل الزمنيّة للعربيّة الفصحى، للمستشرق (فيشر)، مترجم عن الألمانيّة، المجلّة الثقافية، الجامعة الأردنية، عمان – الأردن، العددان 12/13، سنة 1987.
  - نظرة تأصيليّة في مفهوم الأدب الإسلامي وعلاقته بالآداب الأخرى، المجلّة الثقافية، الجامعة الأردنية، عمان – الأردن، العدد 25 سنة 1991.
  - نظرات في منهج تدريس المادة النحوية في المراحل الجامعية، المجلة الثقافية، الجامعة الأردنية، العدد (41) تموز 1997 (ص418-426).
  - نظرات في التعليم الجامعي في أقسام اللغة العربية، المجلة الثقافية، الجامعة الأردنية، العدد (47) محرم 1420 تموز (يوليو) 1999 (ص66-32).
  - الحوسبة وطموحات العربية- مشروعات تنتظر الباحث والممول، المجلة الثقافية، الجامعة الأردنية، العدد (44) تشرين الثاني 1998 (ص66-71).
  - المستوى اللغوي لخريجي الدراسات العليا في أقسام اللغة العربية", في الجامعة الأردنية – دراسة إحصائية، المجلة الثقافية، الجامعة الأردنية، العدد (50) سنة 2000م.
  - المثقفون والثقافة اللغويّة: مهارات الاتصال اللغوي، المجلة الثقافية الجامعة الأردنية العدد (53) سنة 2000م.
  - العولمة ومستقبل العربية، المجلة الثقافية، العدد66 سنة 2006 ص 12-19 
  - من أسباب ضعف البحوث العلمية والجامعية: الدراسات السابقة، مجلة الهاشمية. العدد الخامس 2007
  - نظرات في موقع المواد اللغوية: إحداها من الأخرى، مجلة رسالة المعلم، المجلد 46 العدد4  سنة 2008.